# Estatua de Simón Bolívar (Londres)
Una estatua de bronce del político y militar venezolano Simón Bolívar (1783-1830) se encuentra emplazada en la esquina sudeste de Belgrave Square, en Londres. La escultura es obra de Hugo Daini. La estatua fue inaugurada el 13 de junio de 1974 por el Ministro de Relaciones Exteriores James Callaghan, que posteriormente llegaría a Primer Ministro del Reino Unido. El acto contó con la presencia y discurso de ofrecimiento del expresidente venezolano Rafael Caldera, quien había finalizado su mandato tres meses antes. Una fotografía en la que aparecen Callaghan y Caldera observando la estatua durante el evento, fue utilizada como portada de la edición número 51 del South American Handbook en 1975.
En el pedestal se encuentra la siguiente inscripción:

Estoy convencido de que solo Inglaterra es capaz de proteger los derechos del mundo, pues es grande, gloriosa y sabia.

En la base se encuentran inscritos los escudos de armas y nombres de los países independizados por el Libertador Simón Bolívar.